# Rupilia Faustina
Rupilia Faustina (c. 87-138) fue una dama romana hija de Vitelia Galeria y de su segundo marido, Lucio Escribonio Libón Rupilio Frugi, cónsul en el año 88 y fallecido en el año 101.

## Biografía

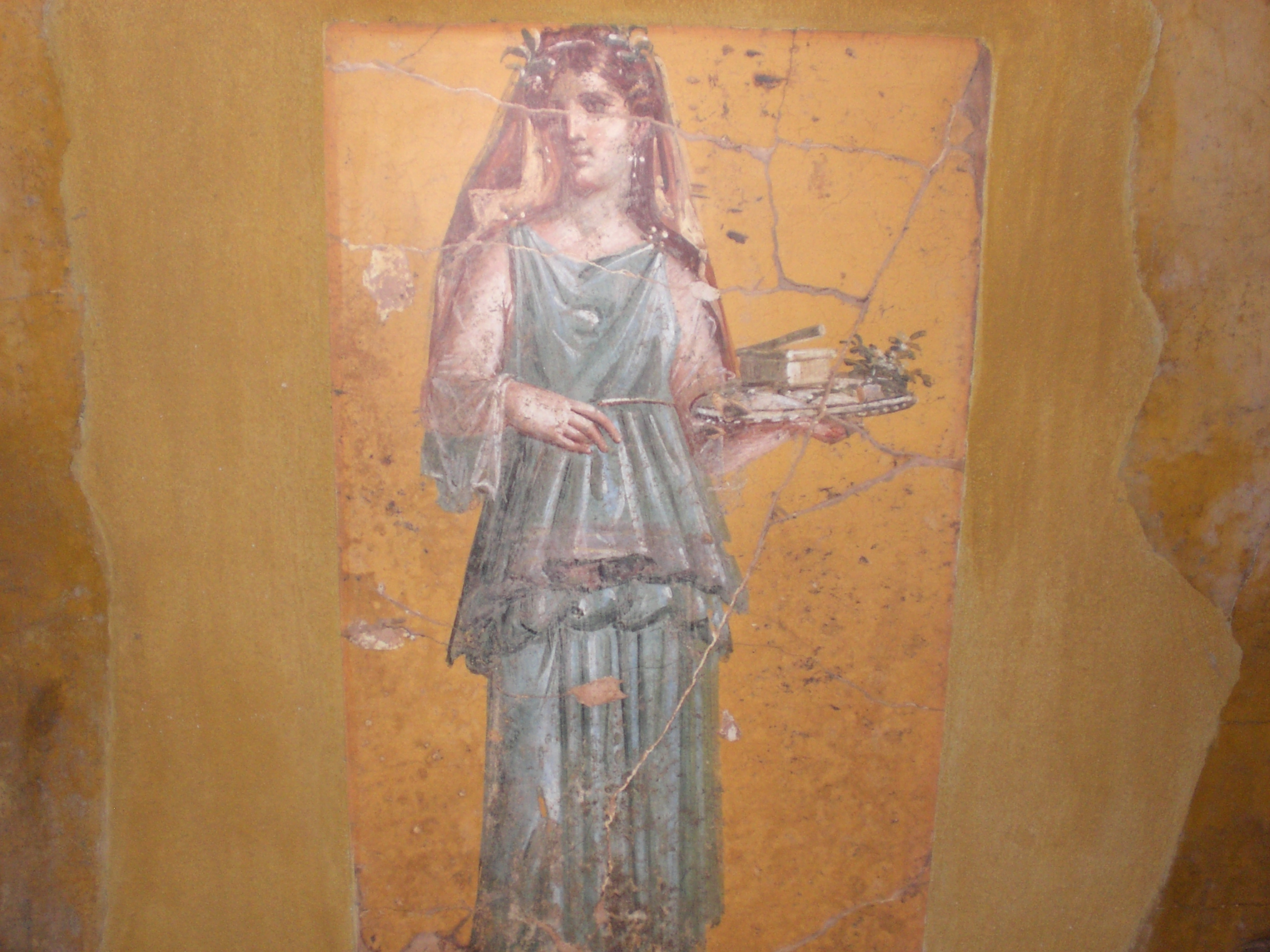
Pintura de una mujer romana.

Su padre era un político de rango consular que descendía de la nobleza republicana romana. Su madre era sobrina del emperador Trajano. Sus hermanastras mayores eran Matidia la Menor y la emperatriz romana Vibia Sabina. Las dos hermanas fueron adoptadas por el emperador Trajano y su esposa Pompeya Plotina y vivieron en palacio. El emperador romano Adriano era su cuñado y primo tercero. A pesar de esta privilegiada posición dentro del Imperio, se conoce poco acerca de las hermanas. Faustina contrajo matrimonio con Marco Annio Vero, praefectus urbi de la ciudad de Roma y designado cónsul en tres ocasiones. Fruto de este matrimonio nacieron:
- Faustina la Mayor, futura emperatriz romana, casada con el emperador Antonino Pío.
- Marco Annio Libón, un futuro cónsul.
- Marco Annio Vero, un pretor que contrajo matrimonio con Domicia Lucila, padre del futuro emperador Marco Aurelio y su hermana Annia Cornificia Faustina.